# The Raelettes
Le The Raeletts sono state un girl group operativo tra gli anni cinquanta e gli anni ottanta, nato come gruppo di coriste per Ray Charles.
La loro prima formazione consisteva in Darlene McCrea, Margie Hendricks, Patricia Lyles e Gwendolyn Berry. Più tardi arrivarono anche Mable John, Merry Clayton, Clydie King, Minnie Riperton e Susaye Greene. Negli anni ottanta invece il gruppo era composto da Avis Harrell, Madlyne Qubeck, Estella Yarbrough, Trudy Cohran, Pat Peterson e Alexandra Brown, che incise il singolo (Come On), Shout, incluso nella colonna sonora del film Girls Just Want to Have Fun.
Sebbene non raggiunsero mai il successo con i loro singoli, molte di loro hanno intrapreso promettenti carriere soliste. Secondo il film Ray, prima di diventare The Raelettes, il gruppo era conosciuto come The Cookies.

## Singoli
- One Hurt Deserves Another (#76 Pop/ #24 R&B))
- I Want To (Do Everything For You) (#96 Pop/ #39 R&B)
- Bad Water (#58 Pop/ #40 R&B)
- I've Been Gett'n Long Alright (#23 R&B)
- I Want To Thank You (#47 R&B)
- Leave My Man Alone